# کاژه
کاژه، روستایی در دهستان ملکاری غربی بخش زاب شهرستان میرآباد در استان آذربایجان غربی ایران است.

## جمعیت
بر پایه سرشماری عمومی نفوس و مسکن در سال ۱۳۹۵، جمعیت این روستا برابر با ۱۵۵ نفر (۳۳ خانوار) بوده‌است.